# Placatá skála
Placatá skála je mírně ukloněný skalní masiv, který je součástí národní přírodní památky Dalejský profil. Geologicky a paleontologicky neobvyklý útvar se nachází v Dalejském údolí v Praze–Řeporyjích v ulici Mládkova zhruba východním směrem asi 180 metrů od železničního viaduktu (respektive od křižovatky ulic Dalejská x Mládkova) v nadmořské výšce 300 m. Odkrytá skalnatá plocha vyplňuje proluku mezi domy s adresami : Mládkova 445/13 a Mládkova 854/17; v těsné blízkosti masivu vede naučná stezka Údolím Dalejského potoka (informační panel: zastavení číslo 3 – pod Placatou skálou); asfaltovou silničkou Mládkovy ulice kolem Placaté skály je vedena i pražská cyklostezka A12.

## Podrobněji
Placatá skála je tvořena vrstvami šedozelených až žlutozelených pískovců a také sedimentárními prachovci. Tyto horniny náleží geologicky ke kosovskému souvrství (svrchní ordovik, před asi 443,4 až 458,4 miliony let). Vrstvy, jimiž je skála tvořena, jsou uloženy souběžně (paralelně) se sklonem svahu. Takovéto uspořádání silně zamezuje usazování ornice a zvětralých půd na skalním podloží, což navozuje dojem, že je holá skála vizuálně „placatá“ (odtud pramení její název). Vlivem různé zrnitosti styčných ploch jednotlivých vrstev tvořících Placatou skálu jsou na horninách dobře viditelné zkamenělé otisky stop po lezení a jiných aktivitách mořských živočichů tzv. ichnofosilie. Lokalita Placatá skála je známá hlavně díky nálezům tzv. doupat mořských hvězdic. Také zde byly pozorovány na vrstevnatých plochách tzv. čeřiny.

## Galerie

Placatá skála a její okolí
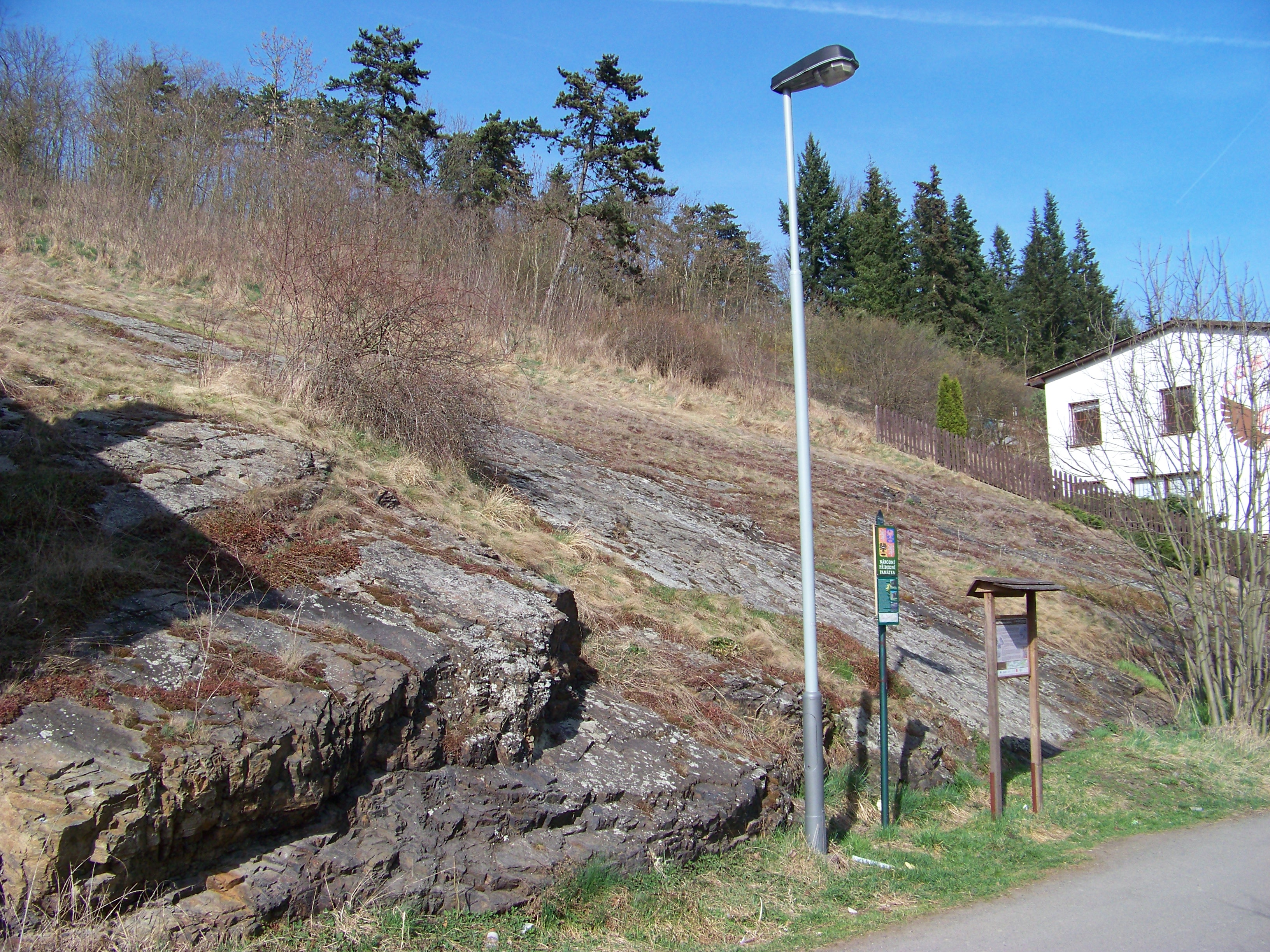
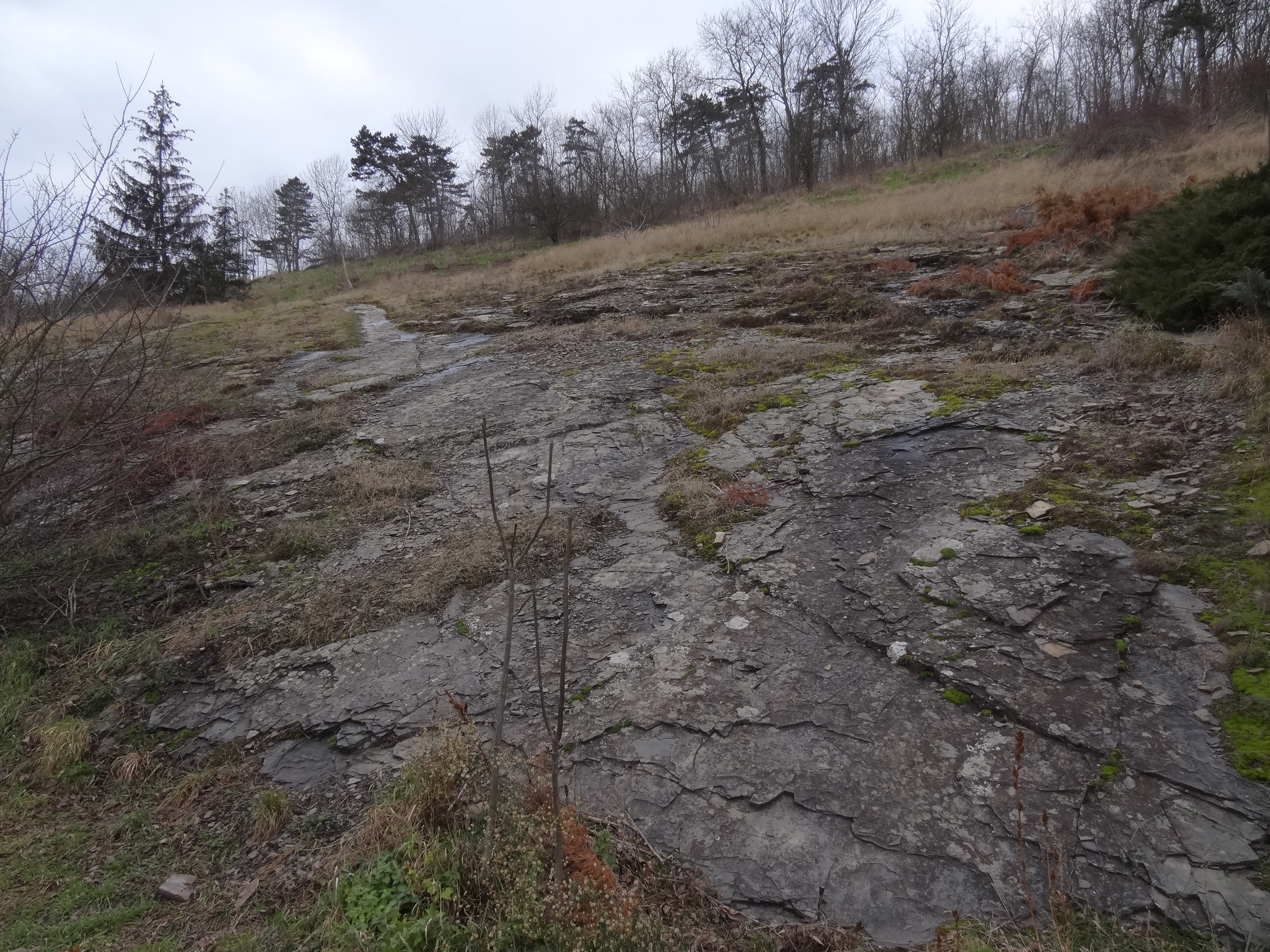
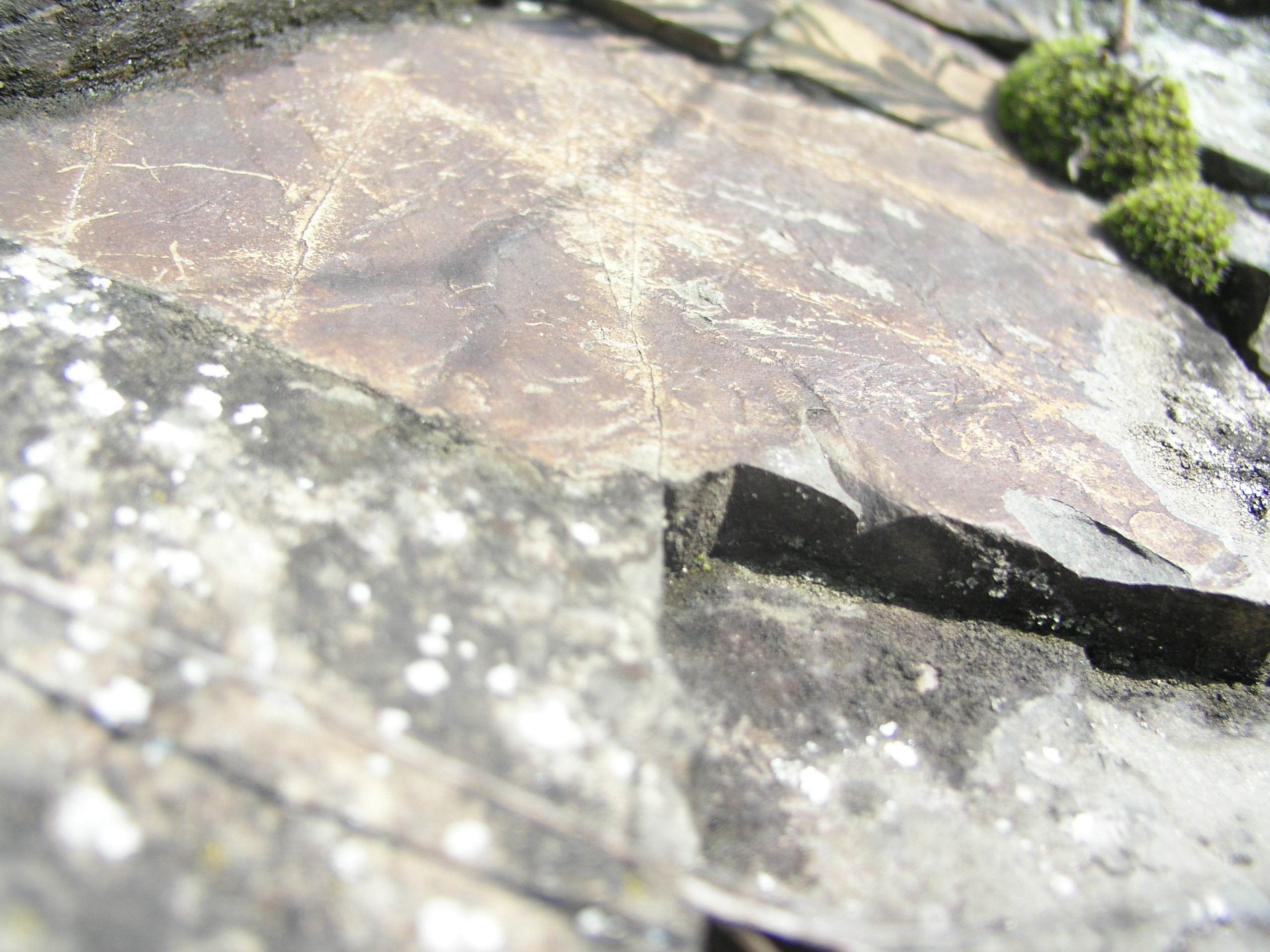
Ichnofosilie na Placaté skále
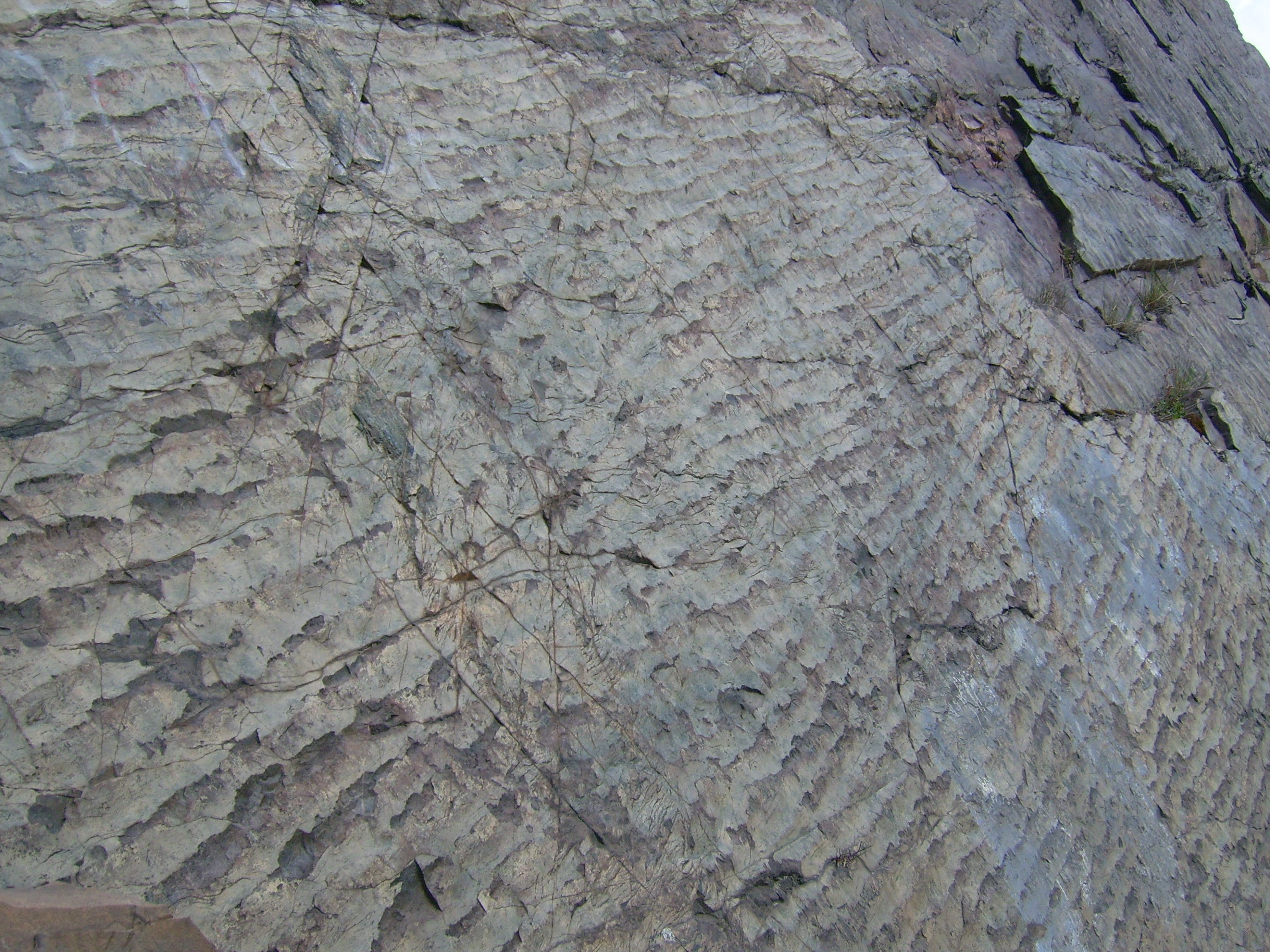
Čeřiny (ilustrační foto)